# Carrot Top

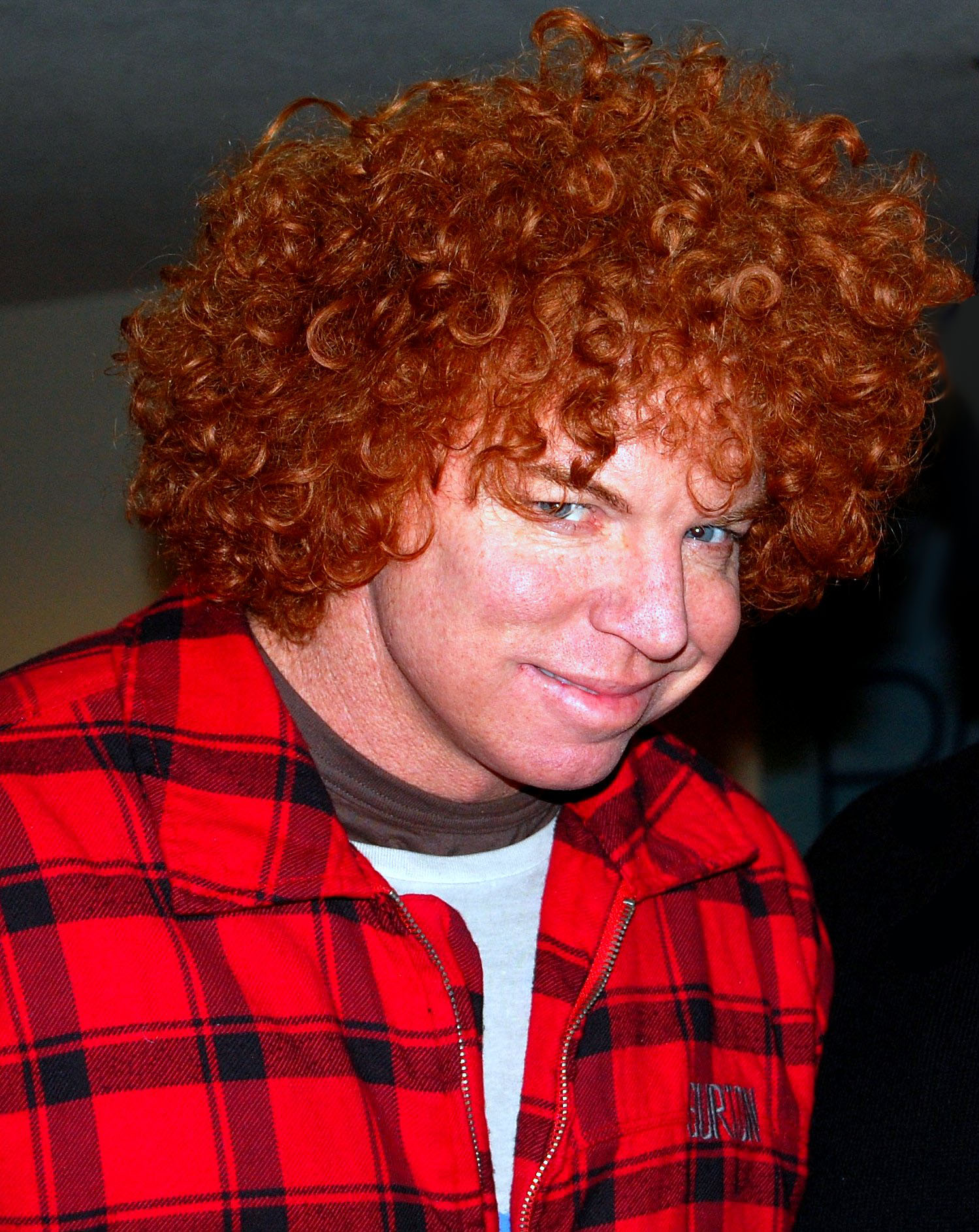
Carrot Top, 2009

Scott Thompson (25 de fevereiro de 1965), conhecido pelo apelido Carrot Top, é um comediante dos Estados Unidos, nome que deve ao cabelo ruivo muito grande que usa. Faz comédia situacional (sitcom) e muito humor sobre si mesmo. Desde julho de 2008, tem o seu próprio programa no hotel Luxor, em Las Vegas, Nevada. Mais recentemente adquiriu certa fama pelo seu aumento dramático de musculatura (devido ao uso de esteroides), e mudanças no rosto graças a cirurgia.
Scott Thompson "Carrot Top" viveu em Rockledge, Flórida, durante a infância. Em 1983, concluiu o ensino secundário na Cocoa High School, em Cocoa.
Apareceu nos programas de televisão Larry the Cable Guy's Christmas Spectacular, Gene Simmons Family Jewels, Space Ghost Coast To Coast, Criss Angel Mindfreak, George Lopez, e Tugger: The Jeep 4x4 Who Wanted to Fly.